# Praça Darbar

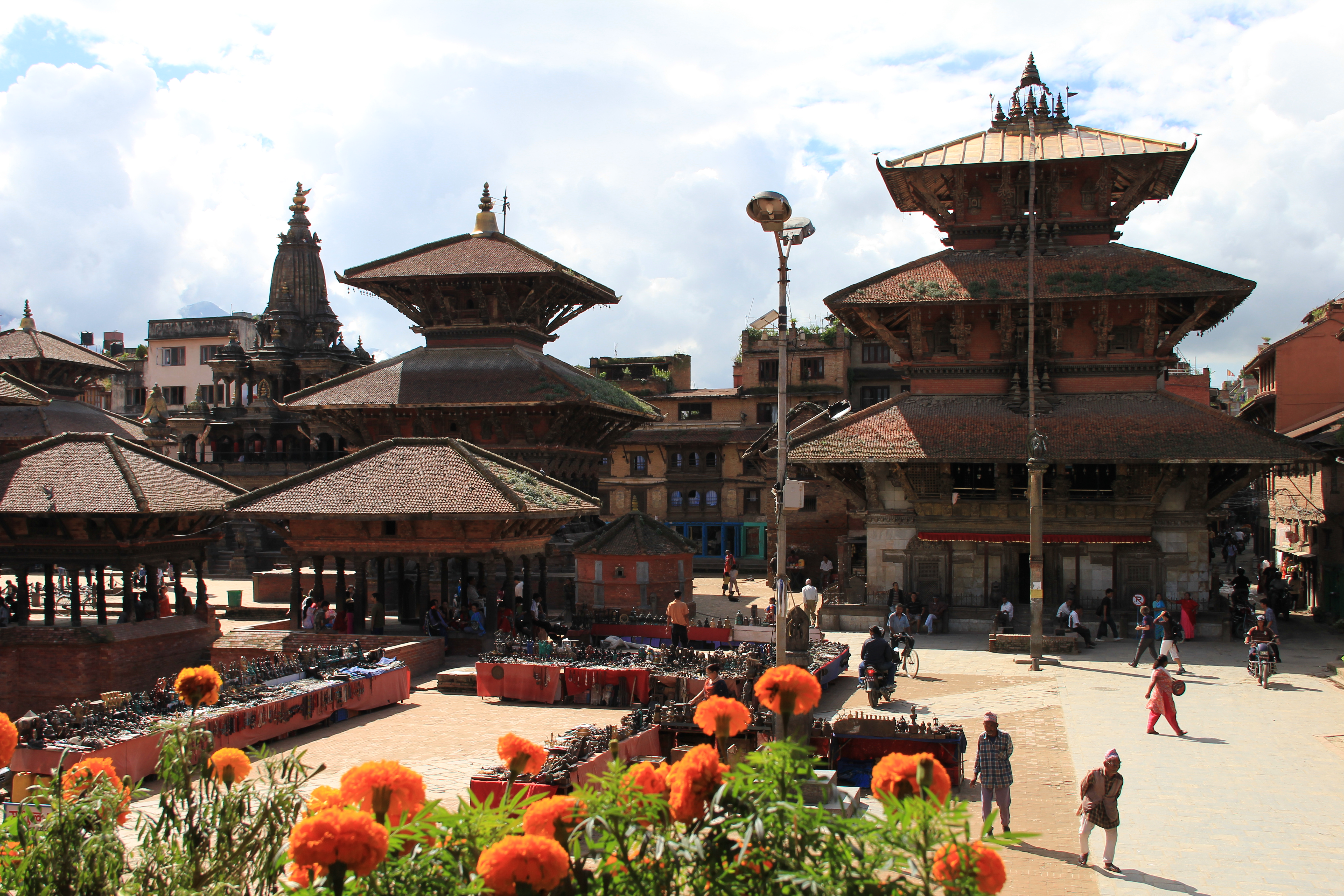
Praça Darbar em Patan em 2010

Praça Darbar (em inglês: Durbar Square, Darbar Square ou Darbur Square) é o nome genérico usado para descrever uma área plana normalmente de formato irregular situada em frente aos antigos palácios reais no Nepal. Antes da unificação do Nepal, o Nepal consistia de pequenos reinos, e as praça Darbar são os remanescentes mais proeminentes desses antigos reinos do Nepal. Em particular, três praças Darbar no Vale de Catmandu, pertencentes aos três reinos situados lá antes da unificação, sendo as mais famosa: a Praça Darbar em Catmandu, a Praça Darbar em Patan, e a Praça Darbar em Bhaktapur. Todas as três fazem parte do Património Mundial da UNESCO.